# Stinkfrukt
Stinkfrukt (Durio zibethinus), ibland även kallad durian, är ett fruktträd med ursprung i Sydostasien. Trädet bär taggiga gula frukter som har en söt smak. När frukten är mogen antar den en väldigt speciell doft, vilket har resulterat i att den på vissa platser bannlysts från hotell och kollektivtrafik.